# ذخیره‌گاه جنگل مرکزی روهو
ذخیره‌گاه جنگلی روهو یک ناحیه ای حفاظت‌شده در اوگاندا است، که در قسمت جنوبی ناحیه حفاظت‌شده جنگل مرکزی بوگامبا در ناحیه روآمپارا و ایسینگیرو در قسمت جنوب غربی اوگاندا قرار گرفته‌است. این ذخیره‌گاه، ارتفاعات گسترده‌ای به همراه دره‌های گوناگونی را پوشش می‌دهد، از غبیل بیشتر حوضه آبخیز غربی دره کیزو. ناحیه جنگلی روهو به طول ۹۱کیلومتر مربع می‌باشد و از طرف دولت اوگاندا و از طرف سازمان جنگلداری ملی (ان اف ای) تحت قانون سازمان جنگلداری ملی و درختکاری ۲۰۰۸/۲۰۰۳ محافظت می‌شود.

## تنظیمات و ساختار
ناحیه مزرعه ای جنگل روهو از ۱۲ بخش به مساحت حدود ۱٬۵۸۰ هکتار ایجاد گردیده‌است. و از این مساحت تنها ۱٬۵۴۸ هکتار زمین قابل کاشت می‌باشد. و خطوط آتش‌نشانی و جاده‌های موجود به ترتیب حدود ۶٫۶ هکتار و ۱۹ کیلومتر می‌باشند. بعدها این جنگل در ناحیه ای از کشور با تراکم جمعیت میانگین واقع گردیده‌است. بعد از آن در نتیجه، جنگل برای هیزم، تیرهای ساختمانی، چرا و ناظایر محصولات جنگلی غیر چوبی تحت فشار واقع می‌شود. و ذخیره‌گاه جنگلی روهو ۱۹ کیلومتر جاده دارد که با تراکم جاده‌ای ۰٫۳ کیلومتر در هکتار سازگار است. ولی این مساحت ناکافی است و با توجه به گستردگی زمین، تراکم جاده باید حداقل ۳ درصد کل مساحت آن باشد. افزون بر این، در بعضی از جاده‌ها به عنوان خط آتش اقدامی انجام می‌دهند.

## کلید تنوع زیستی
ذخیره‌گاه جنگلی روهو بسیار راهبردی می‌باشد، زیرا زیستگاه گونه‌هایی است که در هیچ مکان دیگری در ناحیه حفاظت‌شده اوگاندا پیدا نمی‌شوند. می‌توان اینگونه بیان کرد که شامل موارد زیر می‌باشد. گونه‌های درختی کاریسا ادولیس، کاج کاریبا، نیوتونی، مازوپسیس و انتاندروفراگما و آلبیزیا مارکهامیا که اینان در دره‌ها موجود می‌باشند. بعدها کاشت گونه‌های مخروطی در سال ۱۹۶۴ در ذخیره گاه جنگلی روهو آغاز می‌گردد و بعد از آن از اکالیپتوس گراندیس در خطوط آتش‌نشانی استفاده می‌شد. این ذخیره‌گاه جنگلی در یک ناحیه کم بارش است، ولی به علت ارتفاع زیاد، تبخیر آب بسیار کم می‌باشد. این مورد تضمین می‌کند که رطوبت خاک برای مدت بسیاری در دسترس باشد.